# Richard Schaukal
Richard Schaukal (Brünn, 1874. május 27. – Bécs, 1942. október 10.) osztrák író.

## Élete
Bécsben járt egyetemre, s az osztrák pénzügyminisztérium tisztviselője volt.
Irodalom- és kultúrtörténeti érdeklődésű, termékeny író. Lírája az osztrák impresszionizmus jellegzetes terméke.

## Művei
- Gedichte, 1893 (poetry)
- Meine Gärten, 1897 (poetry)
- Tristia, 1898 (poetry)
- Tage und Träume, 1899 (poetry)
- Sehnsucht, 1900 (poetry)
- Intérieurs aus dem Leben der Zwanzigjährigen, 1901
- Von Tod zu Tod und andere kleine Geschichten, 1902
- Pierrot und Colombine oder das Lied von der Ehe, 1902
- Mimi Lynx, 1904 (novella)
- Eros Thanatos, 1906 (short stories)
- Leben und Meinungen des Herrn Andreas von Balthesser eines Dandy und Dilettanten, 1907
- Giorgone oder Gespräche über die Kunst, 1907
- Buch der Seele, 1908 (poetry)
- Vom unsichtbaren Königreich, 1910
- Die Märchen von Hans Bürgers Kindheit, 1913
- Kindergedichte, 1913
- Eherne Sonette. 1914, 1914
- Herbst, 1914 (poetry)
- Das Buch Immergrün, 1915
- Heimat der Seele, 1916 (poetry)
- Dionys-bácsi, 1922 (short stories)
- Jahresringe, 1922 (poetry)
- Herbsthöhe, 1933 (poetry)

## Magyarul
- E. T. A. Hoffmann; ford. Szabó Lőrinc; Kultúra, Bp., 1935 (Kultúra Könyvtár)